# Orlin Peralta
Orlin Orlando Peralta Gonzales (Guanaja, 12 febbraio 1990) è un ex calciatore honduregno, di ruolo centrocampista.

## Carriera

### Club
Ha giocato nella prima divisione honduregna con le maglie di Vida e Motagua, per un totale di 179 presenze e 3 reti nell'arco di dodici anni. Con il Motagua ha inoltre anche giocato 2 partite in CONCACAF Champions League.

### Nazionale
Ha giocato nelle nazionali giovanili honduregne Under-17, Under-20 ed Under-23.
Ha partecipato ai Giochi Olimpici del 2012 ed alla CONCACAF Gold Cup 2013.
Tra il 2012 ed il 2013 ha invece giocato 6 partite con la nazionale honduregna, con la quale ha anche partecipato alla CONCACAF Gold Cup 2013.

## Palmarès

### Club

#### Competizioni nazionali
- Campionato honduregno: 1

Motagua: 2014-2015 Apertura